# Jaap Schiltkamp
Jacob Adriaan (Jaap) Schiltkamp (Hoogezand, 25 juli 1920 – Amsterdam, 17 april 2010) was een Nederlands jurist, notaris en rechtshistoricus, die vooral bekend werd vanwege zijn bijdragen aan de rechtsgeschiedenis van het Caribisch gebied en de voormalige koloniën van Nederland. 

## Levensloop
Schiltkamp werd geboren in Hoogezand als zoon van Adriaan Schiltkamp en Trientje Swalve. Hij deed de vijfjarige HBS-B in Sappemeer. In 1939 begon hij zijn dienstplicht en kreeg hij interesse in een militaire carrière. Hij ging naar de School voor reserveofficieren in Breda, maar de uitbraak van de Tweede Wereldoorlog leidde tot een andere koers. Tijdens de oorlogsjaren was hij verantwoordelijk voor de distributie van brandstoffen in zes Groningse gemeenten, een functie die hem vrijstelde van tewerkstelling in Duitsland. Tegelijkertijd was hij actief in het verzet en bereidde hij zich voor op examens voor kandidaat-notaris. 
Na de oorlog werd Schiltkamp door het Militair Gezag gevraagd om burgemeester van Noordhoek te worden, maar hij verkoos een loopbaan in het notariaat. In november 1945 slaagde hij voor het tweede deel van het notarieel examen. In november 1947 slaagde hij voor het derde deel. In hetzelfde jaar trad hij in dienst als kandidaat-notaris bij notaris H.A. Keverling Buisman in Groningen. 
In 1952 verhuisde hij naar Curaçao, om als kandidaat-notaris te gaan werken bij het notariskantoor van Ernest Cohen Henriquez. Schiltkamp combineerde zijn praktische werk met wetenschappelijke ambities en promoveerde in 1964 aan de Universiteit van Amsterdam op een dissertatie over de geschiedenis van het notariaat in het gebied van de West-Indische Compagnie. In 1966 was hij kort waarnemend notaris, in 1967 werd hij benoemd tot notaris.
Op Curaçao had Schiltkamp een belangrijke rol bij de ontwikkeling van de rechtshogeschool, die uiteindelijk zou uitgroeien tot de Universiteit van de Nederlandse Antillen. Hij was lid-plaatsvervanger van de raad van beroep voor ambtenarenzaken, voorzitter van het medisch tuchtcollege en de Nederlands-Antilliaanse juristenvereniging. Daarnaast was hij actief betrokken bij de monumentenzorg en de ondersteuning van gehandicapten op het eiland.
Schiltkamp overleed in 2010 in Amsterdam. Hij werd begraven op begraafplaats Westerveld in Driehuis.

## Publicaties
Zijn wetenschappelijke werk richtte zich voornamelijk op de rechtsgeschiedenis van de voormalige Nederlandse koloniën. Schiltkamp publiceerde talrijke artikelen en boeken over Antilliaanse rechtsgeschiedenis. Zijn proefschrift, De geschiedenis van het notariaat in het octrooigebied van de West-Indische Compagnie, wordt beschouwd als een standaardwerk. Zijn werk Bestuur en rechtspraak in de Nederlandse Antillen ten tijde van de West-Indische Compagnie (1969) geldt als fundamenteel voor de Antilliaanse staatsrechtsgeschiedenis. Hij was bovendien co-redacteur van het gedenkboek Honderd jaar codificatie in de Nederlandse Antillen (1969). Een van zijn belangrijkste bijdragen aan de historische documentatie was de publicatie van de Curaçao Papers (1640–1665), samen met Charles Gehring. Met zijn promotor Tom de Smidt was hij redacteur van het West-Indisch Plakaatboek, een reeks publicaties die wetgevende maatregelen en andere documenten uit de koloniën bijeenbracht.

## Persoonlijk
Schiltkamp trouwde in 1947 met Alida Geertje Hoven (1922-1915). Het echtpaar kreeg twee kinderen, onder wie kunstenares Maryleen Schiltkamp.

## Onderscheidingen
- Officier in de Orde van Oranje-Nassau, 1973[22]
- Zilveren Anjer, 2001

- CiNii: DA0907099X
- Gemeinsame Normdatei: 1332645755
- International Standard Name Identifier: 0000 0003 8554 5327
- Library of Congress Control Number: n80002277
- Nederlandse Thesaurus van Auteursnamen: 068798989
- Système universitaire de documentation: 244021341
- Virtual International Authority File: 235555838